# Tour de Francia 1935
El 29.º Tour de Francia se disputó entre el 4 de julio y el 28 de julio de 1935 con un recorrido de 4338 km. dividido en 21 etapas de las que la quinta y la decimotercera, la decimocuarta, la decimoctava, la decimonovena y la vigésima estuvieron divididas en dos sectores para un total de 27 fracciones.
Participaron 93 ciclistas repartidos en 10 equipos de 12 corredores de los que sólo llegaron a París 46 ciclistas.
Edición trágica y accidentada, en la 7.ª etapa Gustave Danneels y Antonin Magne son atropellados por un coche y abandonan la carrera, en la 12.ª etapa Jules Merviel, es atropellado por un camión resultando gravemente herido, y finalmente el accidente mortal del ciclista español Francisco Cepeda que fallece en el descenso del Col del Galibier.
El vencedor, el belga Romain Maes, cubrió la prueba a una velocidad media de 30,65 km/h, y fue líder desde la primera hasta la última etapa, siendo esta la última vez que en el Tour hubo solo un líder de principio a fin.

## Etapas
| Etapa    | Fecha     | Recorrido                     | Distancia (km) | Ganador            | Líder       |
| -------- | --------- | ----------------------------- | -------------- | ------------------ | ----------- |
| 1.ª      | 4 de jul  | París-Lille                   | 262            | Romain Maes        | Romain Maes |
| 2.ª      | 5 de jul  | Lille-Charleville-Mézières    | 192            | Charles Pélissier  | Romain Maes |
| 3.ª      | 6 de jul  | Charleville-Mézières-Metz     | 161            | Rafaële Di Paco    | Romain Maes |
| 4.ª      | 7 de jul  | Metz-Belfort                  | 220            | Jean Aerts         | Romain Maes |
| 5.ª (a)  | 8 de jul  | Belfort- Ginebra              | 262            | Maurice Archambaud | Romain Maes |
| 5.ª (b)  | 8 de jul  | Ginebra-Évian-les-Bains       | 58 (CR)        | Rafaële Di Paco    | Romain Maes |
| 6.ª      | 10 de jul | Évian-les-Bains-Aix-les-Bains | 207            | René Vietto        | Romain Maes |
| 7.ª      | 11 de jul | Aix-les-Bains-Grenoble        | 229            | Francesco Camusso  | Romain Maes |
| 8.ª      | 12 de jul | Grenoble-Gap                  | 102            | Jean Aerts         | Romain Maes |
| 9.ª      | 13 de jul | Gap-Digne-les-Bains           | 229            | René Vietto        | Romain Maes |
| 10.ª     | 14 de jul | Digne-les-Bains-Niza          | 156            | Jean Aerts         | Romain Maes |
| 11.ª     | 16 de jul | Niza-Cannes                   | 126            | Romain Maes        | Romain Maes |
| 12.ª     | 17 de jul | Cannes-Marsella               | 195            | Charles Pélissier  | Romain Maes |
| 13.ª (a) | 18 de jul | Marsella-Nimes                | 112            | Vasco Bergamaschi  | Romain Maes |
| 13.ª (b) | 18 de jul | Nimes-Montpellier             | 56 (CR)        | Georges Speicher   | Romain Maes |
| 14.ª (a) | 19 de jul | Montpellier-Narbona           | 103            | René Le Grevès     | Romain Maes |
| 14.ª (b) | 19 de jul | Narbona-Perpiñán              | 63 (CR)        | Maurice Archambaud | Romain Maes |
| 15.ª     | 20 de jul | Perpiñán-Luchon               | 325            | Sylvère Maes       | Romain Maes |
| 16.ª     | 22 de jul | Luchon-Pau                    | 194            | Ambrogio Morelli   | Romain Maes |
| 17.ª     | 24 de jul | Pau-Burdeos                   | 224            | Julien Moineau     | Romain Maes |
| 18.ª (a) | 25 de jul | Burdeos-Rochefort             | 158            | René Le Grevès     | Romain Maes |
| 18.ª (b) | 25 de jul | Rochefort-La Rochelle         | 33(CR)         | André Leducq       | Romain Maes |
| 19.ª (a) | 26 de jul | La Rochelle-La Roche-sur-Yon  | 81             | René Le Grevès     | Romain Maes |
| 19.ª (b) | 26 de jul | La Roche-sur-Yon-Nantes       | 95 (CR)        | Jean Aerts         | Romain Maes |
| 20.ª (a) | 27 de jul | Nantes-Vire                   | 220            | René Le Grevès     | Romain Maes |
| 20.ª (b) | 27 de jul | Vire-Caen                     | 55 (CR)        | Ambrogio Morelli   | Romain Maes |
| 21.ª     | 28 de jul | Caen-París                    | 221            | Romain Maes        | Romain Maes |

CR = Contrarreloj individual

## Clasificaciones finales

### Clasificación general
| Clasificación general |                    |          |                   |
| Ciclista              | Ciclista           | Equipo   | Tiempo            |
| --------------------- | ------------------ | -------- | ----------------- |
| 1.º                   | Romain Maes        | Bélgica  | 141 h 32 min 00 s |
| 2.º                   | Ambrogio Morelli   | Italia   | + 17 min 52 s     |
| 3.º                   | Félicien Vervaecke | Bélgica  | + 24 min 06 s     |
| 4.º                   | Sylvère Maes       | Bélgica  | + 35 min 24 s     |
| 5.º                   | Jules Lowie        | Bélgica  | + 51 min 26 s     |
| 6.º                   | Georges Speicher   | Francia  | + 54 min 29 s     |
| 7.º                   | Maurice Archambaud | Francia  | + 1 h 09 min 28 s |
| 8.º                   | René Vietto        | Francia  | + 1 h 21 min 03 s |
| 9.º                   | Gabriel Ruozzi     | Francia  | + 1 h 34 min 02 s |
| 10.                   | Oskar Thierbach    | Alemania | + 2 h 00 min 04 s |

### Clasificación de la montaña
| Clasificación de la montaña |                    |         |        |
| Ciclista                    | Ciclista           | Equipo  | Puntos |
| --------------------------- | ------------------ | ------- | ------ |
| 1.º                         | Félicien Vervaecke | Bélgica | 118    |
| 2.º                         | Sylvère Maes       | Bélgica | 92     |
| 3.º                         | Jules Lowie        | Bélgica | 62     |
| 4.º                         | Gabriel Ruozzi     | Francia | 61     |
| 5.º                         | Romain Maes        | Bélgica | 57     |